# Исав
Исав в Еврейската Библия е родоначалник/патриарх на едомците (идумеите). Той е брат-близнак на Яков, патриархът на израилтяните, но и по-големият син на Ребека, дъщеря на Ватуил и Исаак, син на Авраам от жена му Сара. Споменат е в Книгата „Битие“ и от пророците Овадия (Авдий) и Малахия. В Новият Завет мотивът за Исав присъства в Посланието до римляните и в Посланието до евреите.

## В Стария Завет
В „Библията“ Исав и Яков се раждат почти едновременно (тогава Исаак е на 60 години), обаче първи излиза от корема на майка си Исав, следван от Яков, който го държи за петата му. Според Битие 25:25: „Първият излезе червен, цял като космати дрехи; и го кръстиха Исав.“ Значението на името Исав е спорно. Тази дума може да бъде свързана с арабския корен ġšw, което означава „да покрива“, както и с арабската дума ‘athaa (عثا), което буквално означава„ хирзут“. На иврит думата „космат“ (евр. Se’ir) е игра на думи на Сеир (Seir), региона, в който се установява след 40-годишна възраст и предполагаема прародина на идумеите. Името Едом също се приписва на Исав, със значение „червен“ (Евр.: Адмони); същия цвят, използван за описание на цвета на кожата на Исав. Има паралел и между неговото зачервяване и „червената леща“, за която той, според легендата, продава първородството си, т.е. правото си на наследство, като първи син на баща си.
Исав е описван, като „човек на полето“ и с „груби“ качества, които го отличават от Яков, на когото се приписва превъзходство над него. Сред тях са неговото зачервяване, което може и да не се е запазило в по-късната му възраст и забележимата му окосменост, като възрастен. Той става ловец, но явно се занимава и със земеделие, докато Яков е представян, като опитен животновъд и по-конкретно, като овчар и козар. В Битие Исав се завръща при брат си близнак Яков (обикновен или прост човек, в зависимост от превода на еврейската дума tam значеща и „относително съвършен човек“), гладен от нивите. Той моли Яков да му даде малко „червена яхния“ (напомнящо прякора му, на иврит: אדום ʻEdom – „червен“, отнасящ се и до червената му коса). Яков предлага на Исав купичка яхния от леща в замяна на първородството на Исав (на иврит: בְּכֹרָה bəḵōrāh, правото да бъде признат за първороден син с власт над семейството) и Исав се съгласява. Това е произходът на английската фраза „за бъркотия от гърне“. По-нататък сюжетът показва, че Исав не е гледал на станалото сериозно и за него приемането на размяната е било по-скоро хипербола за прегладняването му, но оттогава Яков се чувства придобил първородството от Исав; той изглежда споделя с майка си и те започват да кроят планове, как останалото в тайна от Исак „споразумение“ да се превъплъти в действителност.
В Битие (27: 1 – 40) Яков използва измама, мотивиран от майка си Ребека, за да претендира за благословията на своя сляп баща Исак, все така смятащ, че я дължи на първородния Исав. В Битие (27: 5 – 7) Ребека слуша, докато Исаак говори със сина си Исав, готвейки се да му даде благословията си. Той първо го изпраща за дивеч. Когато Исав отива на полето, да го хване и донесе у дома, Ревека казва на сина си Яков: „Ето, чух баща ти да говори с брат ти Исав, казвайки: „Донесете ми дивеч и пригответе солена храна, за да ям и да те благословя пред Господа преди смъртта ми.“ След това Ребека инструктира Яков в сложна измама, чрез която Яков се представя за Исав, за да открадне от Исав благословията му от Исаак и неговото наследство, макар че на теория Исав вече се е съгласил да даде предимство на Яков. Яков носи ястие, като поисканото от баща му Исак, макар и не от дивеч, а от ярешко месо, и се преструва на Исав. Той използва маскировка, като се покрива с рунтава агнешка кожа, така че когато Яков го докосва не го разпознава по гладката му кожа и замисълът на Ревека успява. В резултат Яков става духовен водач на семейството след смъртта на Исак и наследник на обещанията, дадени от Йехова на Авраам (Битие 27:37). Когато Исав научава за кражбата на брат си, той моли баща си да отмени благословията, но Исаак отказва посочвайки, че може да благослови само веднъж, а и не може да отмени свещената благословия.
Разярен Исав се заклева да убие Яков (Битие 27:41), но той е отърван от Ребека. Не получава веднага наследството на баща си (който явно и не умира тогава), изоставя богатството на стадата, земята и шатрите на Исаак, а вместо това по настояване на майка си бяга в далечната страна Харан, за да работи за чичо си Лаван (Битие 28: 5). Принуден е да спи на открито, по пътя минава през мястото, станало известно оттогава като Ветил (а преди това наричано Луз – Битие 28:19) и основава там светилище на Йехова.
Яков, който е измамил брат си и баща си, на свой ред е измамен по сходен начин от чичо си и службата му продължава 14 години. Като слуга в дома на Лаван той работи за заплата. Заплащането на услугите му се състои преди всичко в правото да се ожени за Рахил, дъщерята на Лаван (в която се влюбва скоро след пристигането си), но старецът му натрапва първо другата си дъщеря Лиа (Лея), като тайно му я предоставя в първата им брачна нощ вместо сестра ѝ. После Яков трябва да отработи и нея, но накрая на свой ред измамва Лаван, взема най-хубавото от добитъка му, открадва домашните му идоли (известни като терафим) и заедно с децата си, жените си, наложниците си (слугини на Рахил и Лиа, които те му дават за да му се родят повече деца) и голям брой роби, слуги и свои привърженици се отправя към родните си земи (областта Ханаан, т.нар. Обетована земя).
Исав също се жени на няколко пъти. Битие (26: 34 – 35) описва брака му на 40-годишна възраст с 2 ханаански жени: Юдит, дъщерята на хетееца Беери, и Басемат, дъщерята на хетееца Илон, вероятно свързан със съюз с местните жители на страната. Това споразумение наскърбява родителите му и за да заглади различията си с тях, той отива в къщата на чичо си Исмаил и взема и братовчедка си, дъщерята на Исмаил и сестра на Навайот. Семейството на Исав отново е преразгледано в Битие 36, този пасаж назовава 2 ханаански съпруги; Ада, дъщеря на хетейския Илон, и Охолибама, дъщеря на Ана, дъщеря на Зивеон хетееца, и трета: Башемат, дъщерята на Исмаил, сестра на Невайот. Някои учени приравняват трите съпруги, споменати в Битие 26 и 28, с тези в Битие 36. Хвърляйки своя дял с измаилтяните, той успява да прогони хоритите (или може би – хуритите) от планината Сиир (Сеир), за да се заселят в този регион. Според някои възгледи Исав се счита за родоначалник не само на едомитите, но и на кениците и на амаликитите.
Битие (32 – 33) разказва за евентуалното помирение на Яков и Исав. Яков изпраща множество вълни подаръци (например добитък, който слугите му водят на известно разстояние пред него) на Исав, докато се приближават един към друг, надявайки се, че Исав ще пощади живота му. Исав отказва подаръците, тъй като сега е много богат и не се нуждае от тях. Той е запазил наследеното от Исак, но е придобил и своя собственост и е високо почитан в областта. Яков никога не се извинява на Исав за постъпките си, но се покланя пред Исав и настоява да приеме подаръците. Исав показва прошка и че не желае мъст. След това Бог потвърждава преименуването на Яков, с името Израел/Израил (прозвище, което той е придобил при едно чудотворно приключение в миналото – когато „се е борил с Бога“ – Битие 32:22 – 32). По-късно те живеят в близост, но разделени (Яков се заселва в околностите на град Сихем).

## В Талмуда
Според Вавилонския Талмуд Исав е убит от Хушим, син на Дан, син на Яков, защото Исав възпрепятства погребението на Яков в пещерата Махпела. Той твърди, че сам има право да бъде погребан в пещерата, но в противовес на това е сделка, подобна на другата неблагоприятна, която му се приписва. Еврейски източници заявяват, че Исав е продал правото си да бъде погребан в пещерата. Според Шемот Раба, Яков е дал цялото си имущество, за да придобие гробница в пещерата на патриарсите. Той слага голяма купчина злато и сребро пред Исав и го пита: „Братко мой, предпочиташ ли своята част от тази пещера или цялото това злато и сребро?“ Че Исав продава на Яков правото си да бъде погребан в Пещерата на патриарсите е записано и в Сефер Ха Яшар. След преговори Нефтали/Нафталим (един от синовете на Яков) е изпратен в Египет, за да намери документа, в който се посочва, че Исав е продал частта си в пещерата на Яков. Хушим (който е със слаб слух) не разбира какво става и защо дядо му не е погребан, затова поисква обяснение. Когато го получава, той възроптава: „Дядо ми да лежи ли там в презрение, докато Нефталим се върне от Египетската земя?“ и с помощта на тояга убива Исав, чиято глава се търкулва в пещерата. Това означава, че главата на Исав също е погребана в пещерата. В апокрифа „Книгата на юбилеите“ (2 в. пр.н.е.) самият Яков убива Исав, в резултат на крамола подхваната от синовете на Исав за наследството след смъртта на Исак и го погребва на хълм в местност наречена Адурам.

## В Новия Завет
Евреи 12: 15 – 16 изобразява Исав като бездуховен заради безразсъдното му отричане на първородството си. В Римляни 9:13 се казва „Яков обичах, но Исав мразех“, основан на Малахия 1: 2 – 3, в този пасаж те олицетворяват народите на Израел (Яков) и Едом (Исав).